# 45 Lotnicza Eskadra Doświadczalna
45 Lotnicza Eskadra Doświadczalna (45 led) – pododdział Wojsk Lotniczych.
Zadaniem eskadry było wykonywanie oblotów samolotów po remoncie oraz lotów próbnych i doświadczalnych z nowym uzbrojeniem.

## Formowanie i zmiany organizacyjne
W 1976 roku, na lotnisku w Modlinie, sformowano 45 Lotnicza Eskadra Doświadczalna. Etat nr 20/133 przewidywał 72 żołnierzy.
W roku 1995, na bazie rozformowanej 42 eskadry lotniczej oraz 45 Lotniczej Eskadry Doświadczalnej utworzono 45 Eskadrę Lotniczą.
Z dniem 31 marca 1999 roku eskadra została rozformowana

## Odznaka pamiątkowa
Odznaka o wymiarach 42x23 ma kształt płaskiej tarczy o prostokątnym ostrym zakończeniu u dołu. Na tarczy lakierowany rysunek nurkującego gąsiora na tle biało-błękitnego nieba. Dziób oraz czarne końce skrzydeł biało-szarego ptaka wystają poza krawędzie tarczy. Dolny jej narożnik wypełnia biało-czerwona szachownica lotnicza. Na brzegach odznaki rok powstania eskadry 1976 i inicjały  LED.

## Dowódcy eskadry
Wykaz dowódców eskadry podano za: Józef Zieliński [red.]: Polskie lotnictwo wojskowe 1945-2010. s. 193.
- ppłk pil. Edmund Gorzkowski (1979 – 1980)
- ppłk pil. Wacław Polakowski (1980 -1983)
- ppłk pil. Bolesław Zoń (1983 – 1990)
- ppłk pil. Stanisław Ból	1990
- ppłk pil. Witold Sar (1990 -1994)
- ppłk dypl. pil. Krzysztof Ryniecki (1994 -1997)
- mjr pil. Andrzej Dziąbowski (1997 -1998)
- kpt. nawig. Tadeusz Rywacki (1998 -1999)